# Сомов, Николай Никитович
Николай Никитович Сомов (1901—1985) — советский химик-технолог, организатор промышленного производства, инженер-полковник, канд. техн. наук (1967).

## Биография
Родился 22 мая 1901 г. в с. Лобановские Выселки, ныне Михайловского р-на Рязанской области.
Участник Гражданской войны.
Окончил Московский институт химического машиностроения (1935).
В 1911-19 работал подмастерьем на различных предприятиях Петрограда.
В 1923-29 на Черкизовском хим. з-де «Мосхимоснова»: слесарь, механик, зам. директора, директор.
В 1929-34 зам. гл. механика на Хим. з-де им. П. Л. Войкова (Москва).
В 1934-35 зам. гл. механика з-да СК-2 им. С.М.Кирова (г. Воронеж).
В 1935-39 инженер-проектировщик хим. машин в Фотокинохимтресте (Москва).
В 1939-40 зам. директора, начальник управления капитального строительства Казан. ф-ки киноплёнки № 8 им. В. В. Куйбышева (с 1958 — Казан. хим. з-д им. В. В. Куйбышева), в 1940-50 и 1952-61 директор; одновременно, в 1956-61, директор Казан. филиала Всесоюз. науч.-иссл. кинофотоин-та.
В 1950-52 начальник Главного управления киноплёнки Министерства кинематографии СССР.
В 1961-74 директор Казан. науч.-иссл. технол. и проектного ин-та хим.-фотографической промышленности.
Один из организаторов хим.-фотографического производства в СССР. Под рук. Сомова ф-ка превратилась в крупнейшее пр-тие хим.-фотографической пром-сти; были построены и освоены новые произ-ва, осуществлена реконструкция осн. технол. оборудования, ассортимент выпускаемой продукции составил ок. 100 наименований; впервые в стране создана кинонегативная плёнка, комплекты гидротипных и цветных плёнок для астр. наблюдений, рулонная рентгеноплёнка, крупнокадровая плёнка для рентгеновских установок, металлоклеящие плёнки и др.
Имеет 9 патентов на изобретения. Разработки Сомова внедрены в производство на фототехн. и фотобум. предприятиях отрасли.
Скончался 25 октября 1985 г. в Казани.

## Награды
Награждён орденами Ленина (14.04.1944), Октябрьской Революции, Трудового Красного Знамени (06.03.1950), «Знак Почёта» , медалями.